# Црква Рођења светог Јована Претече и Крститеља у Босуту
Црква Рођења светог Јована Претече и Крститеља у Босуту, насељеном месту на територији Града Сремска Митровица, припада Епархији сремској Српске православне цркве.
Првобитна црква истог посвећена подигнута је 1802. године, порушена је у Другом светском рату. Данашњи храм је још у изградњи.